# Vsauce
Vsauce — бренд YouTube-канала, созданный Майклом Стивенсом. Каналы содержат видеоматериалы, принадлежащие к разным научным и философским отраслям, а также играм, технике, культуре и другим темам, представляющим широкий интерес.

## История
24 июня 2010 Майкл Стивенс запустил главный канал Vsauce. Сначала программа канала была сосредоточена на видеоиграх и проводилась различными ведущими. Со временем Майкл стал единственным ведущим, а канал сфокусировался на информационной и интернет-деятельности. Образовательные сегменты стали более популярными и единственными, представленными на канале с 9 сентября 2012 года. Согласно эпизоду № 18 «LÜT» на основном канале Vsauce, название «Vsauce» было создано с помощью сайта Fake Name Generator.
В декабре 2010 года были открыты каналы Vsauce2 (7 декабря) и Vsauce3 (24 декабря). 25 июля 2012 был открыт канал WeSauce.
Vsauce был одним из наиболее быстро растущих каналов в сентябре 2012 года. В марте 2018 основной канал Vsauce достиг 13 млн подписчиков.